# Marcel-André Casasola Merkle
Pour les articles homonymes, voir Merkle.
Marcel-André Casasola Merkle (10 août 1977, Nuremberg, Allemagne) est un auteur de jeux de société allemand. Il est aussi illustrateur de jeux (TransAmerica, Piranha Pedro, Vendredi, etc.) et consultant en jeux au sein de la Team Annaberg avec Christwart Conrad, Jens-Peter Schliemann et Bernhard Weber.
Dans son jeu Verräter, jamais traduit en français, il utilise un mécanisme original de choix de personnages avec des pouvoirs spéciaux, mécanisme ensuite repris dans son jeu Meuterer, et dont Bruno Faidutti s'est inspiré pour son célèbre jeu Citadelles.
Casasola Merkle est aujourd'hui surtout connu pour son jeu de placement et de blocage Taluva.

## Ludographie
- Elements, 1997, Adlung
- Verräter (Traître), 1998, Adlung
- Lift Off, 2000, Queen Games
- Meuterer (Mutin), 2000, Adlung
- Attribut, 2002, Lookout Games
- Attika, 2003, Hans im Glück / Rio Grande
- Bakerstreet, 2003, Ravensburger
- Bohnanza Counters, 2003, Lookout Games, extension pour Bohnanza
- Julchen und die Monster, 2006, Casasola
- Taluva, 2006, Hans im Glück / Rio Grande
- Santa Cruz, 2012, Hans im Glück / Filosofia

### AvecUwe Rosenberg
- Attribut 2, 2004, Lookout Games

### AvecFriedemann Friese
- Fiese Freunde Fette Feten, 2005, 2F-Spiele

### AvecFriedemann FrieseetAndrea Meyer
- Monstermaler, 2006, 2F-Spiele, Bewitched-Spiele, Casasola

### AvecTobias Biedermann
- Flunkern, 2005, Ravensburger